# Großsteingrab Eimstorf
Das Großsteingrab Eimstorf ist eine megalithische Grabanlage der jungsteinzeitlichen Trichterbecherkultur bei Eimstorf, einem Ortsteil der Gemeinde Dahlenburg im Landkreis Lüneburg, Niedersachsen. Es trägt die Sprockhoff-Nummer 715.

## Lage
Das Grab liegt östlich von Eimstorf in einem Waldstück, etwa 100 m entfernt von der Stelle, wo die Straße Im Dorfe einen Knick in Richtung B 216 macht.

## Beschreibung
Die Anlage ist recht genau nord-südlich orientiert und in einem mittelmäßigen Erhaltungszustand. Die meisten Steine sind zwar noch erhalten, jedoch stehen nur wenige noch an ihren ursprünglichen Positionen. Die Grabkammer hat eine Länge von etwa 10 m und eine Breite von etwa 2 m. Die Hügelschüttung erreicht noch eine maximale Höhe von 1 m. Die Kammer bestand ursprünglich aus sieben Wandsteinpaaren an den Langseiten und ebenso vielen Decksteinen. Einer der Decksteine ist heute verschwunden, die anderen sechs sind ins Kammerinnere gestürzt, einer ist zerbrochen. Die Wandsteine sind allesamt erhalten, jedoch stehen nur noch der südliche Abschlussstein sowie der von Süden aus gesehen zweite Stein der östlichen Langseite und der zweite und der vorletzte Stein der westlichen Langseite in situ.

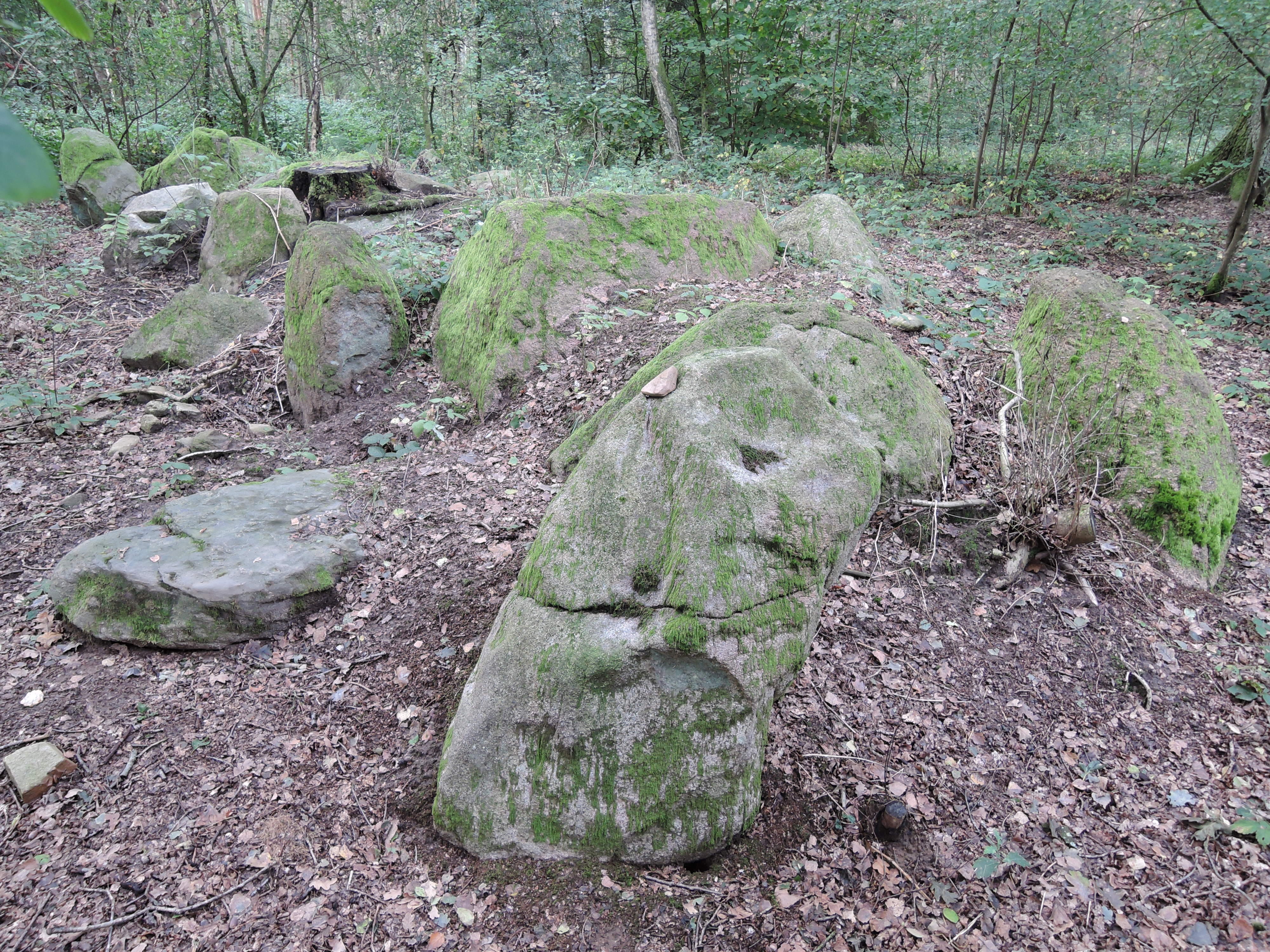
Aus Nord-Nordost
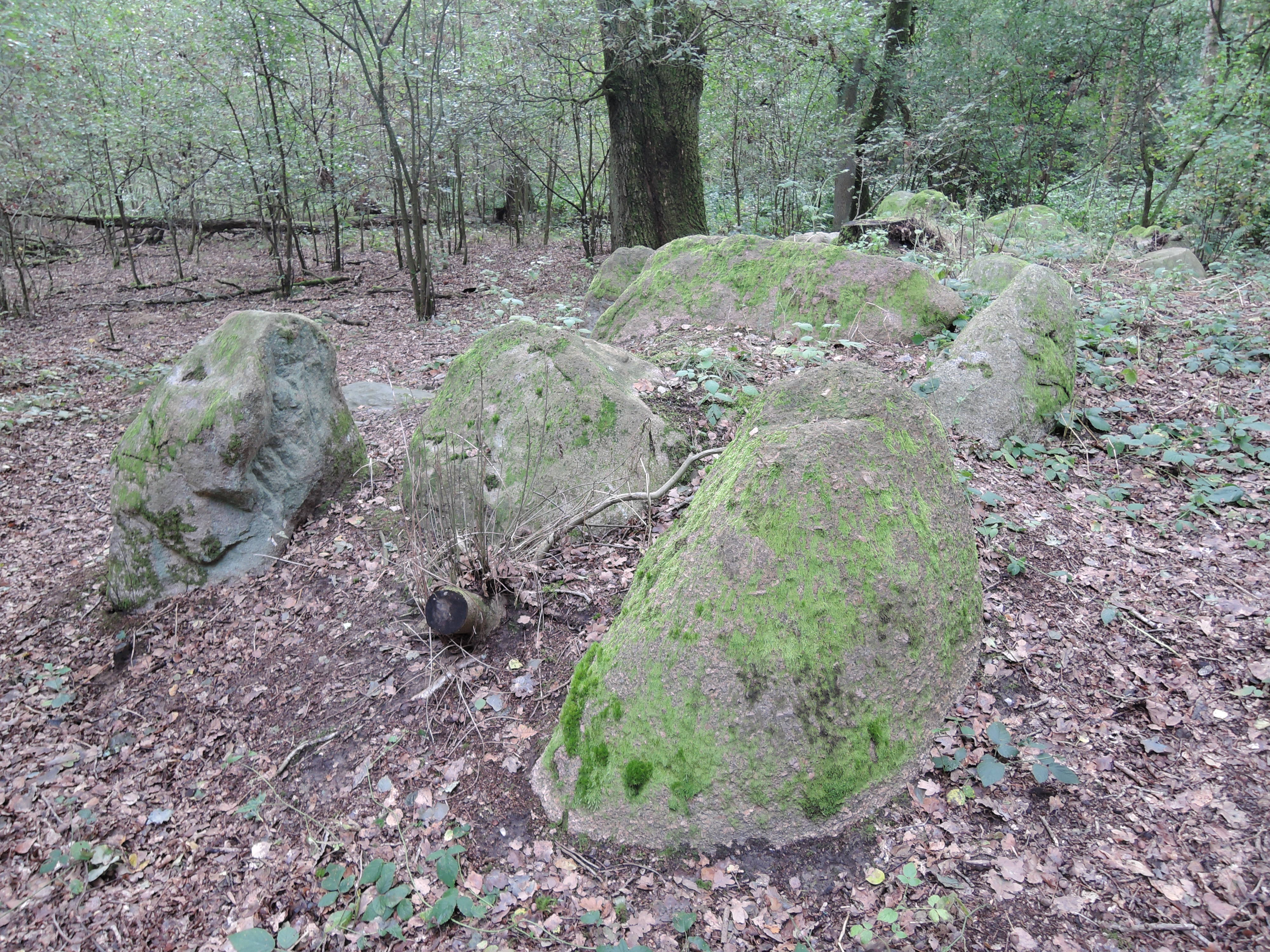
Aus Nord-Nordwest
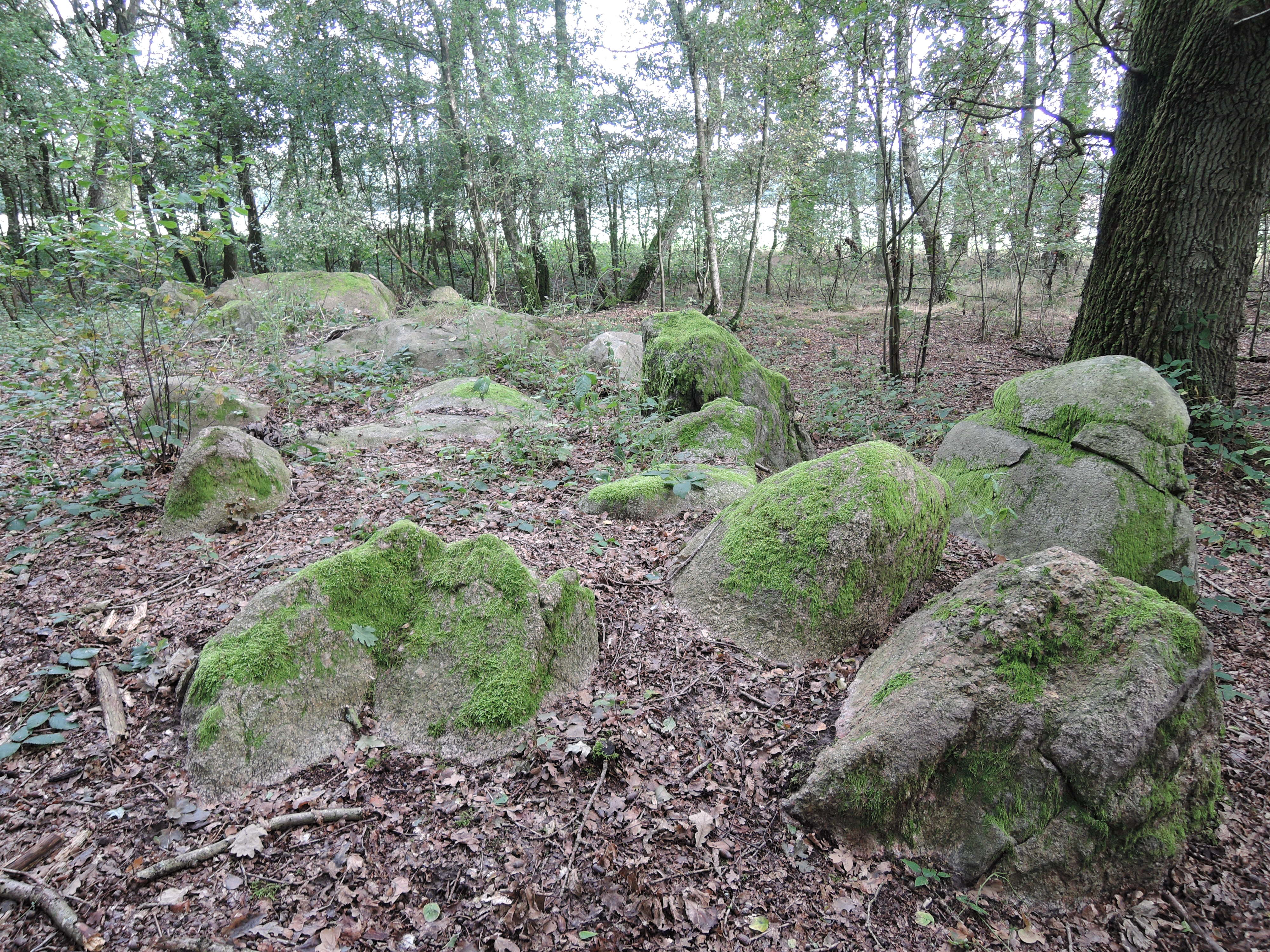
Aus Süd
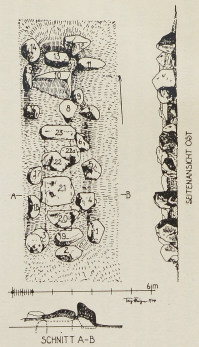
Grundriss nach Krüger